# Belozerskoe
Belozerskoe  (in russo Белозерское?) è un villaggio  Russia situato nell'oblast' di Kurgan, fu fondata nel 1665 come sloboda, attualmente è il capoluogo del Belozerskij rajon.
Si trova sul fiume Tobol, 42 km a nord-est di Kurgan.